# Quichés
Cet article possède des paronymes, voir Quéchua et Quiche.

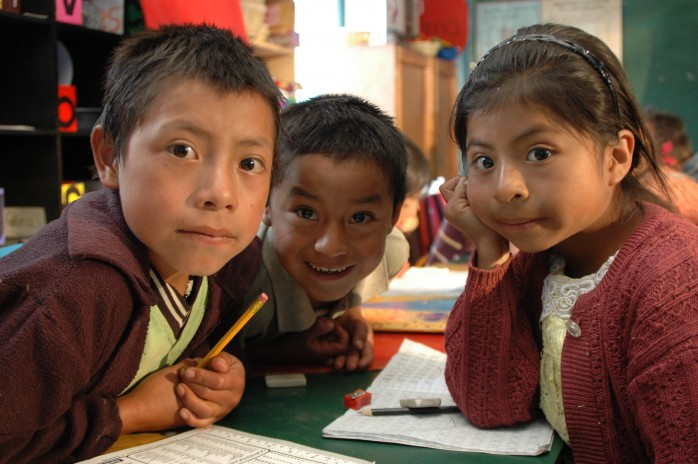
Enfants quiché dans une école de Santa Cruz del Quiché.

Le terme Quiché (Kʼicheʼ, selon la nouvelle transcription alphabétique des langues mayas) désigne un peuple autochtone d'Amérique centrale apparenté aux Mayas. Il désigne également leur langue, ainsi que la nation du même nom à l'ère précolombienne. El Quiché est aussi le nom d'un département du Guatemala moderne. 
Rigoberta Menchú, une militante pour les droits des indigènes, qui reçut le prix Nobel de la paix en 1992, est une figure du peuple quiché. 

## Le peuple quiché

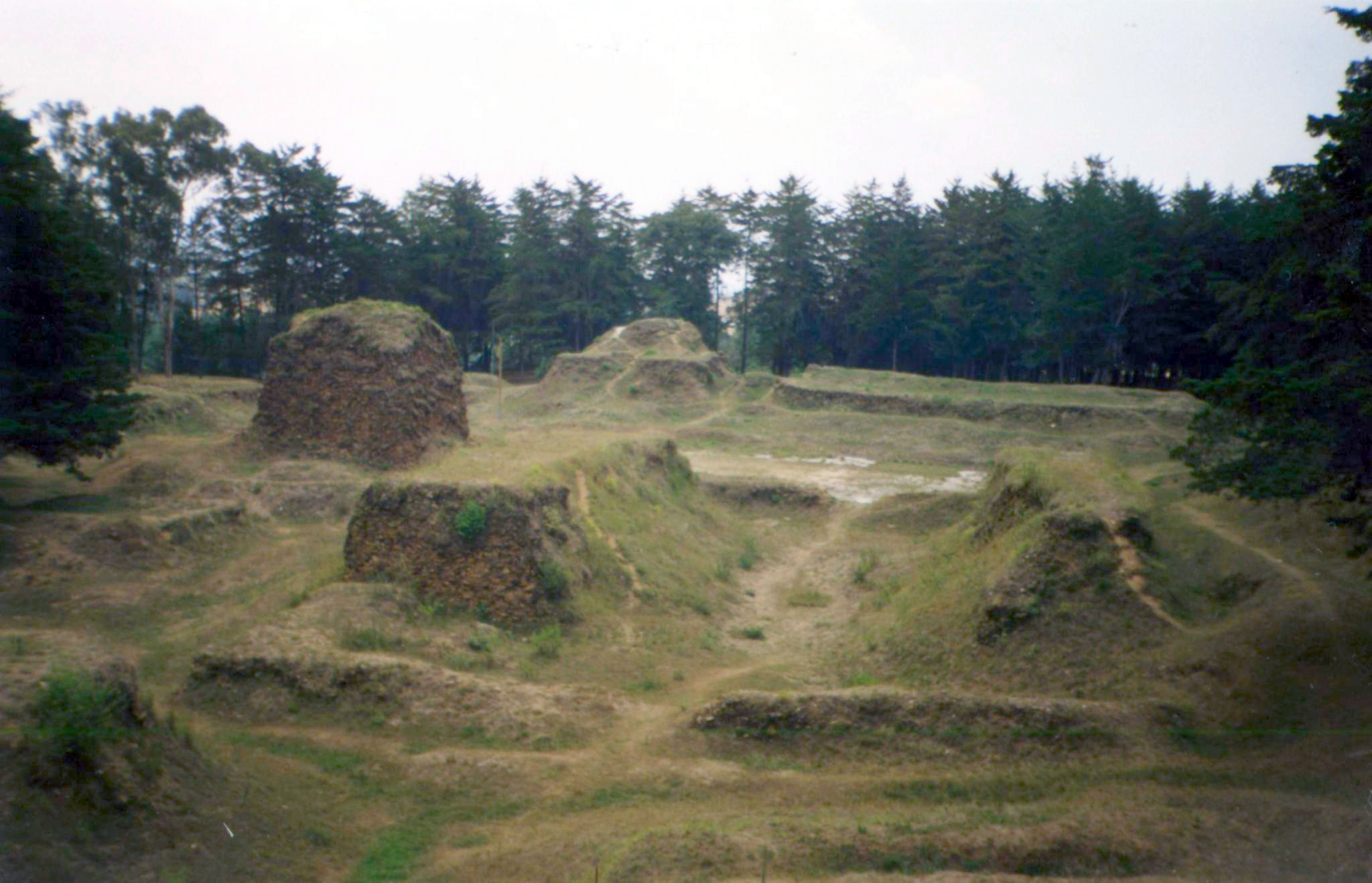
Terrain de jeu de balle de Q'umarkaj, l'ancienne capitale des Quiché.

Le peuple quiché est l'un des peuples mayas du plateau guatémaltèque. À l'époque postclassique il forma l'un des États les plus puissants de la région. La classe dirigeante de cet état maya fortement mexicanisé légitimait son pouvoir par ses origines : s'il faut en croire le Popol Vuh, ils seraient originaires de Tollán. Ils se seraient imposés par la force à des autochtones appelés « hommes-cerfs ». Alliés à leurs voisins Kaqchikel, ils soumirent les peuples voisins sous le règne de leur huitième souverain, Q'uq'kumatz. Leur royaume atteignit sa plus grande extension au milieu du XVe siècle, sous le règne de K'iq'ab. La capitale était Q'umarkaj, également connue sous l'exonyme nahuatl d'Utatlán, dont les ruines se situent près de Santa Cruz del Quiché. Vers 1470-1475, les Kaqchikel se rebellèrent et fondèrent leur propre capitale, Iximché. Les affrontements entre K'iche et Kaqchikel culminèrent lors d'une bataille au cours de laquelle les souverains et l'élite des K'iche furent capturés et sacrifiés. Après ce terrible revers, d'autres tributaires, notamment les Tz'utujil, secouèrent le joug des K'iche'. Au début du XVIe siècle, ces derniers, fort affaiblis, luttèrent contre les Aztèques pour le contrôle du Soconusco, une région riche en cacao ; après leur défaite, en 1510, les K'iche durent payer un tribut aux Aztèques.

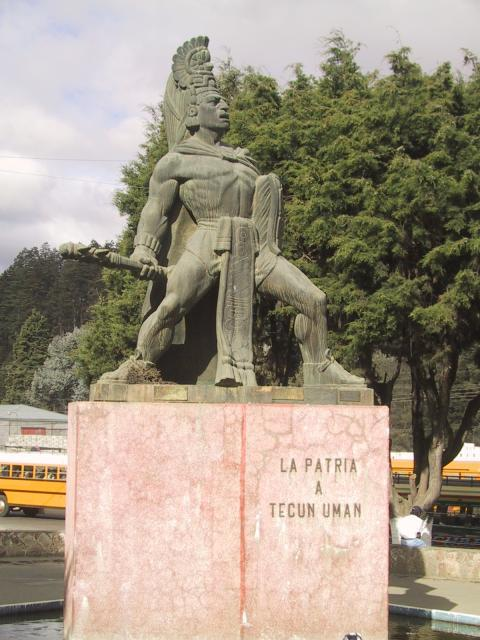
Statue de Tekum Umam.

Il semblerait que l'empereur aztèque Moctezuma II ait averti les K'iche et les Kaqchikel de l'arrivée des Espagnols. Après la conquête de Tenochtitlan par Cortés, les Kaqchiqel envoyèrent une ambassade au conquistador et lui offrirent leur soumission, dans l'espoir que les Espagnols les aideraient contre les K'iche'. En 1523, Cortés envoya un de ses capitaines, Pedro de Alvarado, au Guatemala à la tête d'un contingent espagnol accompagné d'alliés mexicains. La confrontation décisive eut lieu le 22 février 1524, lors de la bataille de Xelaju (Quetzaltenango), où les K'iche' furent écrasés. Un de leurs chefs, Tecún Umán, tué par de Alvarado lors de cette bataille, est resté un héros populaire et une figure de légende au niveau national. Les K'iche' demandèrent la paix et invitèrent les Espagnols à pénétrer dans Utatlán. Soupçonnant un piège, Alvarado, réputé pour sa cruauté, fit brûler vifs les souverains k'iche et incendier leur capitale.
Le département du Quiché a reçu son nom en référence à ce peuple ; il constitue le foyer central du peuple quiché, bien que dans une période récente la population se soit dispersée sur une région plus vaste du plateau guatémaltèque.

## La langue quiché
Le quiché (ou k'iche'  en quiché) fait partie de la famille des langues mayas. Il est encore parlé par de nombreux Quichés, bien que la majorité de la population possède aussi des rudiments de langue espagnole, sauf dans quelques zones rurales isolées.
L'œuvre la plus célèbre en langue quiché est le Popol Vuh.

## Personnalités
- Rigoberta Menchú, qui a obtenu le Prix Nobel de la paix en 1992, fait partie de l'ethnie K'iche'[6].
- Aura Lolita Chavez Ixcaquic, membre du Conseil du peuple quiché.